# Salvikens strandängar
Salvikens strandängar är ett naturreservat i Kävlinge kommun i Skåne län, vid en kuststräcka av Öresund mellan Vikhög och Barsebäcksverket.
Reservatet består till stor del av ett strandängsområde, men även ett havsområde är avsatt för att skydda bl.a. vadarfåglar.

## Flora och fauna
Salvikens strandängar är en viktig fågelbiotop för diverse fågelarter som tex. skärfläcka, småtärna, gravand, ejder och småskrake.